# 2453 Вобаш
2453 Вобаш (2453 Wabash) — астероїд головного поясу, відкритий 30 вересня 1921 року.
Тіссеранів параметр щодо Юпітера — 3,213.